# アリス・シーボルド
アリス・シーボルド（Alice Sebold、1963年9月6日 - ）は、アメリカ合衆国の作家。

## 来歴
ウィスコンシン州マディソンで生まれ、フィラデルフィアで育つ。ペンシルベニア州内の高校卒業後、シラキューズ大学に進学。大学1年の時に強姦被害に遭っている。シラキューズ大学卒業後、ヒューストン大学に進学。その後、マンハッタンや南カリフォルニアに移る。その後、カリフォルニア大学アーバイン校の大学院に進学。2001年に作家のグレン・デイヴィッド・ゴールドと結婚。
1999年に自身の強姦被害や裁判を記した回想録『ラッキー』を寄稿し話題となる。2002年には出版された。同年に小説『ラブリー・ボーン』を発表、全米で250万部のベストセラーとなった。同書は2009年『ラブリーボーン』として、ピーター・ジャクソン監督、出演シアーシャ・ローナン、マーク・ウォールバーグ、レイチェル・ワイズで映画化された。

### 論争
2021年11月23日、シーボルドの強姦犯とされていたアンソニー・ブロードウォーターの有罪判決が取り消された。ブロードウォーターは1982年に有罪となり16年間服役、1999年に出所後も性犯罪者リストに名前が掲載されていた。ブロードウォーターは当初から一貫して無罪を主張していたのに加え、同犯罪について記したシーボルドの回想録『ラッキー』映画化の過程で、製作総指揮を務めるティモシー・ムシャンテが原作と脚本の矛盾に気づき、私立探偵を雇って証拠を再検証、その結果をブロードウォーターの弁護士に渡した。当時の裁判でシーボルドは犯人はブロードウォーターだと証言したが、警察の面通しでは別の人物を選んでいた。そして「顕微髪分析」の結果も証拠に使われたが、現在これは信頼性が低いとされている。30日、シーボルドは公式声明を発表、ブロードウォーターに謝罪した。『ラッキー』の映画化は中止となり、出版社スクリブナーは同書の販売中止を発表した。

## 著書
- Lucky (2002)（『ラッキー』片山奈緒美訳、アーティストハウスパブリッシャーズ 、2003年）
- The Lovely Bones (2002)（『ラブリー・ボーン』単行本：片山奈緒美訳、アーティストハウスパブリッシャーズ 、2003年、文庫本：イシイシノブ訳、ヴィレッジブックス、2009年）2009年に『ラブリーボーン』として映画化
- The Almost Moon (2007)（『オルモスト・ムーン 月が欠けゆく夜』イシイシノブ訳、ヴィレッジブックス、2009年）